# Makawan Koedanan
Makawan Koedanan (thailändisch มฆวัน เกิดอนันต์; * 14. Juli 1997), auch als Guard bekannt, ist ein thailändischer Fußballspieler.

## Karriere
Makawan Koedanan erlernte das Fußballspielen in der Jugendmannschaft von Bangkok Glass. Bis Mitte 2014 trainierte er in Deutschland in der Jugend des Bundesligisten Bayer 04 Leverkusen. Von Juli 2014 bis Juli 2017 spielte er in der Jugend des portugiesischen Klubs Sporting Braga. Im Juli 2017 kehrte er nach Thailand zurück. Hier unterschrieb er einen Vertrag bei Ratchaburi Mitr Phol. Die erste Mannschaft des Vereins aus Ratchaburi spielte in der ersten Liga, die U23-Mannschaft trat in der vierten Liga an. Mit dem U23 spielte er in der Western Region der Liga. Anfang 2018 wechselte er zum Erstligisten Nakhon Ratchasima FC nach Nakhon Ratchasima. Für den Verein stand er 2018 einmal auf dem Spielfeld. Hier kam er im Ligaspiel gegen den Port FC zum Einsatz. In der 57. Minute wurde der für Metee Thaweekulkarn eingewechselt. 2019 wechselte er in die zweite Liga. Hier unterschrieb er in Ubon Ratchathani einen Vertrag bei Ubon United. Für Ubon stand er zehnmal in der zweiten Liga, der Thai League 2, auf dem Spielfeld. Die Hinserie 2020 spielte er in der Hauptstadt beim Zweitligisten MOF Customs United FC. Die Rückserie 2020 stand er beim Zweitligisten Samut Sakhon FC in Samut Sakhon unter Vertrag. Sein Zweitligadebüt für Samut gab er am 17. Oktober 2020 im Heimspiel gegen den Chainat Hornbill FC. Hier wurde er in der 83. Minute für Natthikorn Yaprom eingewechselt. Ende 2020 wurde nach zwei Zweitligaspielen sein Vertrag nicht verlängert. Von Januar 2021 bis Saisonende stand er beim Drittligisten Nakhon Si United FC unter Vertrag. Im Juni 2021 nahm ihn der Zweitligist Udon Thani FC unter Vertrag. Am Ende der Saison 2022/23 musste er mit dem Verein aus Udon Thani in die dritte Liga absteigen. Für Udon bestritt er 42 Ligaspiele. Nach dem Abstieg wechselte er im Sommer 2023 zum Zweitligisten Suphanburi FC. Für den Verein aus Suphanburi bestritt er acht Ligaspiele. Nach einer Spielzeit wechselte er im Sommer 2024 zum Drittligisten Pattani FC. Mit dem Verein aus Pattani spielte er siebenmal in der Southern Region der Liga. Im Dezember 2024 wurde sein Vertrag nicht verlängert. Der in der Northern Region spielende Phitsanulok FC nahm ihn im Januar 2025 unter Vertrag.